# Strobilanthes incisa
Strobilanthes incisa är en akantusväxtart som beskrevs av Imlay. Strobilanthes incisa ingår i släktet Strobilanthes och familjen akantusväxter. Inga underarter finns listade i Catalogue of Life.